# Fährhafen

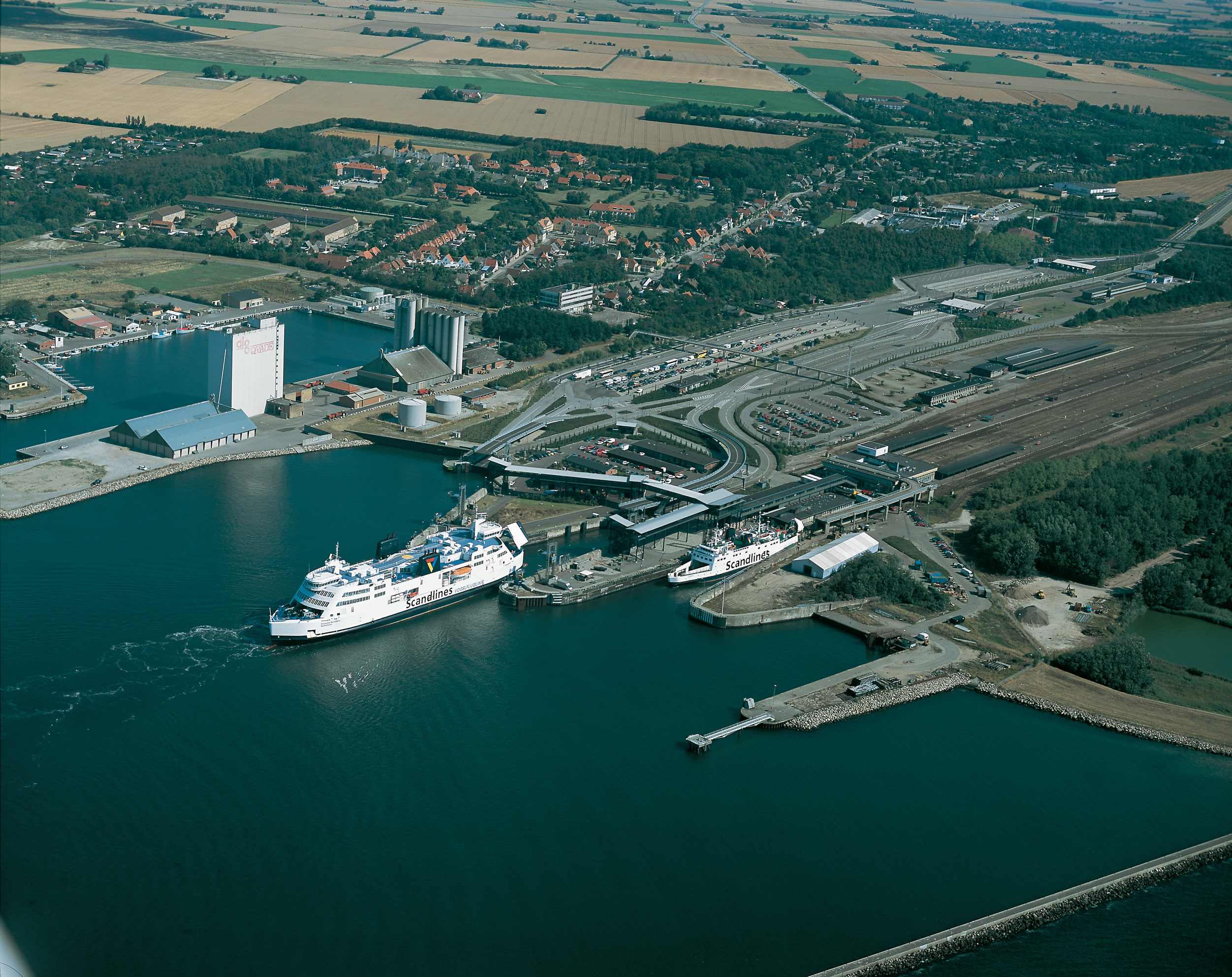
Rødbyhavn

Ein Fährhafen ist ein Hafen, der an einer wichtigen Verkehrs- oder Handelsroute liegt und von dem aus Personen, Fahrzeuge und/oder Güter per Schiff, Kahn oder Boot über ein unmittelbar benachbartes Gewässer transportiert werden. 

## Bedeutung
Es gibt zahlreiche Beispiele für Fährhäfen, die ihren Personen- oder Güterumschlag fast ausschließlich mit den hier an- und ablegenden Fähren abwickeln. Die Fährhäfen liegen nicht zwangsläufig, aber häufig in kleinen Gemeinden, anders als klassische Häfen, die wie z. B. Hamburg Kern- und Kristallisationspunkt einer Großstadt sind.
Das Übersetzen der verschiedenen Fahrzeuge auf die Schiffe und wieder an Land geschieht in der Regel über Fährbrücken.
Deutsche Fährhäfen:
- Bahnhof Puttgarden, von Fehmarn nach Lolland, siehe Vogelfluglinie
- Schwedenkai in Kiel, größter Hafen für Passagierfähren nach Oslo und Göteborg
- Lübeck-Travemünde
- Hafen Rostock, siehe Fährverbindung Rostock–Trelleborg, Autofähre nach Gedser
- Fährhafen Sassnitz, nach Bornholm und Klaipėda
- Dagebüll, zu den nordfriesischen Inseln Amrum und Föhr
- Bensersiel, zur ostfriesischen Insel Langeoog
- Bahnhof Emden Außenhafen, zur ostfriesischen Insel Borkum
- Friedrichshafen mit unterschiedlichen Destinationen am Bodensee wie Romanshorn oder Konstanz
- Harlesiel, zur ostfriesischen Insel Wangerooge
- Neßmersiel, zur ostfriesischen Insel Baltrum
- Neuharlingersiel, zur ostfriesischen Insel Spiekeroog
- Norddeich, zu den ostfriesischen Inseln Juist und Norderney
- Schaprode, zur Insel Hiddensee